# Joaquín Domínguez Bécquer
Joaquín Domínguez Bécquer (Sevilla, 8 de octubre de 1816 - Sevilla, 26 de julio de 1879) fue un pintor español.

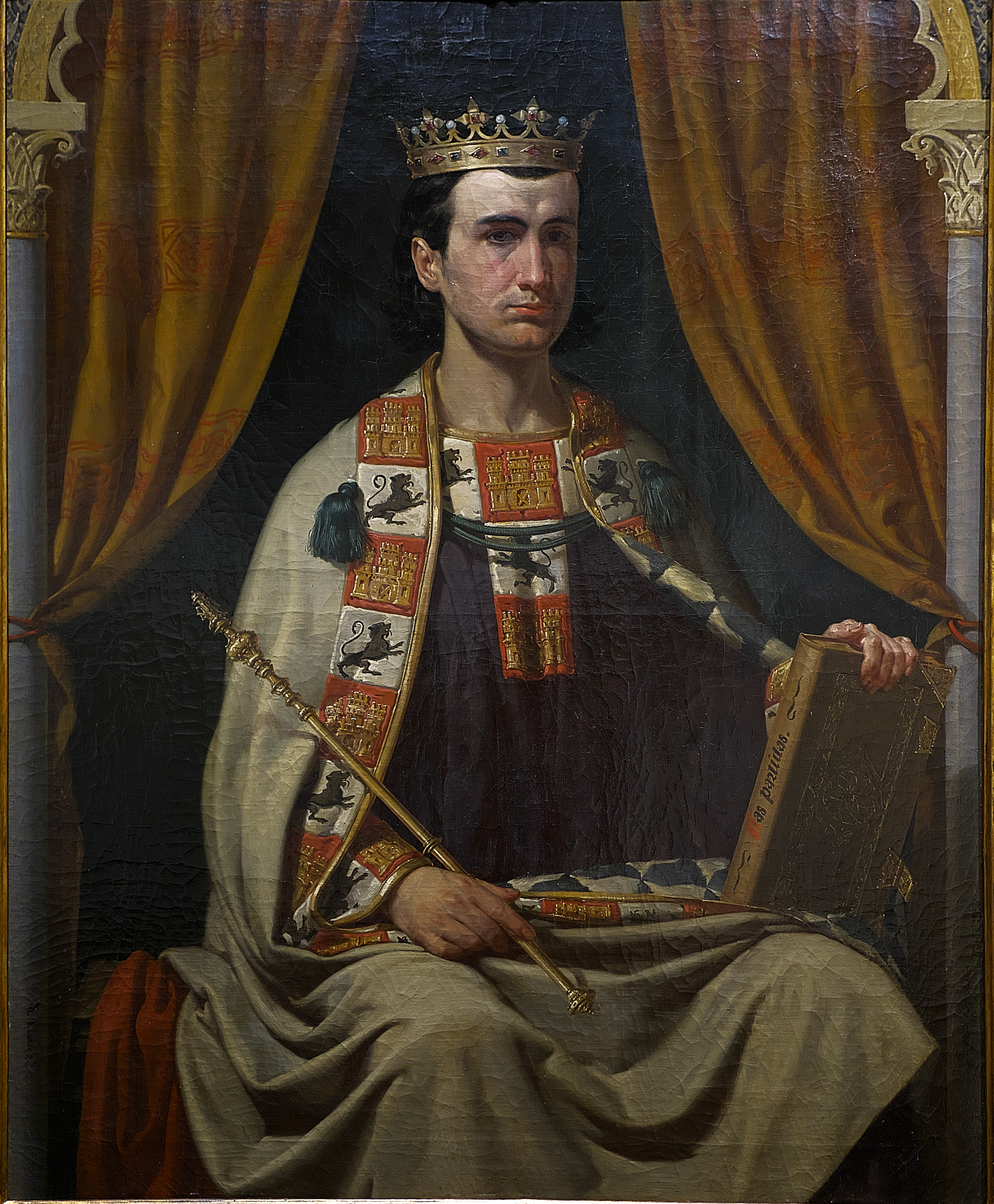
Alfonso X el Sabio, Casa consistorial de Sevilla

## Familia
Su padre fue Manuel María Domínguez Bécquer, escribano notario, y su madre María de los Dolores Puertas y Osorio. Era primo del también pintor costumbrista José Domínguez Bécquer y, por lo tanto, tío segundo de sus hijos, el poeta Gustavo Adolfo Bécquer y el pintor Valeriano Domínguez Bécquer.

## Biografía
Nació el 8 de octubre de 1816 en Sevilla y fue bautizado el día 11 del mismo mes en la Iglesia de Santa María Magdalena con el nombre de Joaquín María José. Antonio María Fabié dijo, erróneamente, que había nacido el 25 de septiembre de 1817 y José Gestoso y Pérez dio la fecha equivocada de 1819, provocando el error de algunos historiadores.
Asistió a clases de la Escuela de Nobles Artes. En la junta pública de distribución de premios de esta escuela de 1830 obtuvo un áccesit en la sección Cabezas. En 1835 hubo otra junta y recibió otro premio, esta vez en la sección Figuras.
Se formó también en la Academia de Bellas Artes de Sevilla. Continuó su formación en el taller de su primo, el pintor José Domínguez Bécquer.
En 1838 se fundó el Liceo Sevillano, que organizaba exposiciones de arte. En 1841 Joaquín expuso con esta institución.
El 31 de octubre de 1847 fue nombrado académico honorario de la Academia de Bellas Artes, donde había estudiado. El 23 de noviembre de 1847 pasó a ser director de la clase de Dibujo de la Escuela de Bellas Artes de esta academia. El 26 de febrero de 1850 fue nombrado académico de número de esta institución, por su valía como pintor y por su contribución al mantenimiento del patrimonio histórico de la ciudad. Tras la Revolución de 1868 el gobierno suprimió las actividades de las escuelas de bellas artes pero, con su restablecimiento en 1873, Joaquín fue nombrado catedrático de Dibujo del Antiguo (del yeso) y del Natural.
Para la Academia de Bellas Artes, Joaquín realizó el diseño de un diploma en 1857, un retrato de Juan Martínez Montañés en 1867, un retrato del presidente de la Academia Miguel de Carvajal en 1872 y tres cuadros de África para una exposición realizada por el Ayuntamiento, la Diputación Provincial y la Academia de la que también fue comisario.
En 1848 realizó un retrato para la Real Academia Sevillana de Buenas Letras de su presidente, Alberto Lista. El 28 de abril de 1848 fue nombrado académico honorario de la Academia Sevillana de Buenas Letras y, en febrero de 1857, sería nombrado académico de número de esta institución. En 1871 realizó para la misma un retrato de Tomás González Carvajal.
Contrajo matrimonio el 13 de febrero de 1853 (y no el 21 de diciembre, como afirmó Fabié) con Francisca de Paula Rull y Rull.
En 1855 expuso los cuadros Feria de Sevilla y El interior de la Catedral de Sevilla en la Exposición Universal de París, siendo uno de los 54 artistas españoles que expusieron en esta muestra.
El 28 de marzo de 1866 fue nombrado académico de la Real Academia de Bellas Artes de San Fernando de Madrid.
El 10 de junio de 1866 se constituyó la Comisión Provincial de Monumentos Históricos y Artísticos y Joaquín fue nombrado vocal. Como miembro de la Comisión, inspeccionaba los edificios monumentales y las obras de arte que albergaban. Las recomendaciones para preservar los monumentos y obras de arte realizadas por la Comisión no siempre eran tenidas en cuenta.
En diciembre de 1868 estuvo en una comisión encargada de visitar todos los conventos de religiosas de la provincia de Sevilla para determinar cuáles eran merecedores de ser salvados por su mérito artístico.

### En el Alcázar de Sevilla
En 1842 el administrador del Alcázar de Sevilla, Domingo de Acelga, emprendió una serie de obras de restauración en el mismo. Para llevarlas a cabo, solicitó la colaboración de Joaquín Domínguez Bécquer.
En marzo de 1845 Joaquín escribió a la reina Isabel II para solicitar el cargo oficial de director de las obras de restauración, renunciando a remuneración. El 16 de abril la reina aceptó y le concedió también poder residir en una habitación del Alcázar de forma gratuita cuando hubiera una disponible. El 16 de febrero de 1846 quedó desocupada una casa en el número 16 del Patio de Banderas y el pintor pasó a habitar en la misma.
El 25 de mayo de 1847 escribió de nuevo a la reina para pedirle la cesión de una sala en el Apeadero, que ya usaba provisionalmente para labores y que le había sido cedida por el nuevo encargado del Alcázar, Félix Bastida. El 9 de junio la reina le contestó afirmativamente.
En 1850 Isabel II le nombró pintor de cámara honorario.

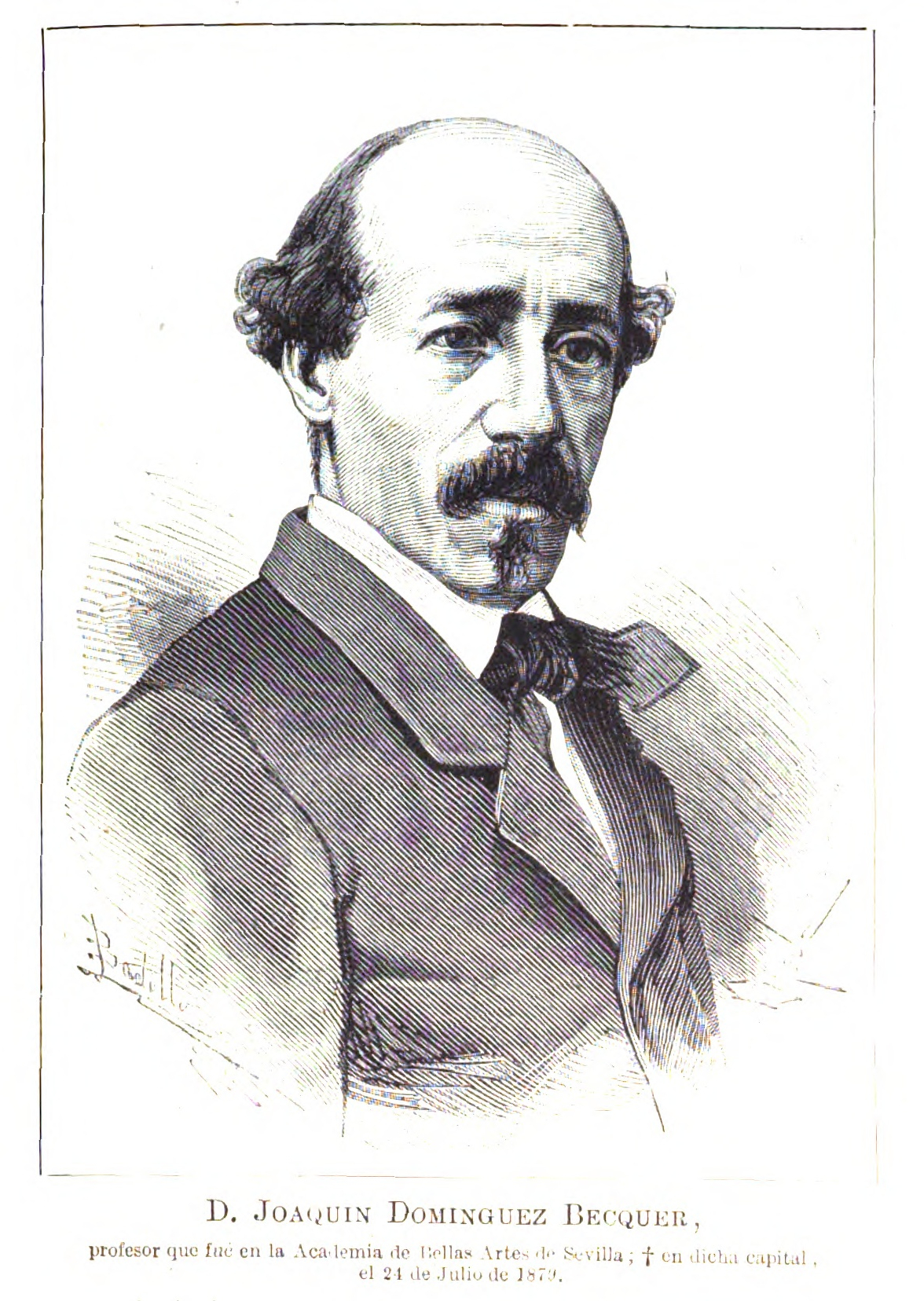
Retrato de Joaquín Domínguez Bécquer publicado en La Ilustración Española y Americana (1880)

El 10 de marzo de 1855 salió una Real Orden en la que se decía que solo podrían disfrutar de una habitación gratuita en los reales sitios los empleados de real nombramiento. El teniente alcaide Alfonso Núñez Prado interpretó que esto no se aplicaba a Joaquín, que según él ocupaba espacios por "gracia especial" de la reina. Además, los trabajos de restauración estaban entonces paralizados. Por ello, Núñez Prado le indicó que debía pagar por vivir en el Alcázar. Según el pintor, esta interpretación de la ley se debía a que Núñez Prado quería ocupar esas estancias para meter lana, trigo y otras cosas con las que comerciaba. Ese mismo año Joaquín recurrió a un amigo, el embajador inglés Lord Howden, para que intercediese por él ante la reina pero esta no accedió. En 1857 volvió a insistir, y escribió a la reina que le nombrase nuevamente director, que le concediese de nuevo su casa en el Patio de Banderas y el estudio en el Apeadero y que le inscribiese en la guía de empleados de la Casa Real, aunque fuese sin sueldo. Isabel II accedió por medio de una Real Orden del 10 de enero de 1860.
Tras la Revolución de 1868 fue destituido de su cargo y expulsado del Alcázar en 1869. El 23 de junio de 1869 le fue encomendada de nuevo la conservación del edificio y, por solicitud del pintor, se le permitió seguir disfrutando de su vivienda en el Patio de Banderas gratuitamente y de la sala del Apeadero con un alquiler. Sin embargo, el gobierno aprobó una ley de desamortización y en 1870 la casa del número 4 del Patio de Banderas fue entregada a un nuevo propietario. Joaquín se quedó solamente con la sala del Apeadero, pagando el correspondiente arrendamiento.
Posteriormente, el pintor se negó a prestar juramento al nuevo rey, Amadeo I de Saboya, por lo que fue despedido y su cargo de restaurador quedó suprimido el 21 de abril de 1871. En junio de 1875 escribió a Alfonso XII narrándole los servicios prestados y pidiendo que se le restituyera el título de pintor de cámara honorario y que se le nombrase director de la restauración de las obras pictóricas del Alcázar, dándosele de nuevo una casa y un estudio. El rey, por Real Orden del 15 de julio de 1875, le concedió todo lo que había pedido menos la casa y el estudio, ya que todavía el edificio no había sido devuelto al patrimonio real. En 1878, ya integrado el Alcázar al patrimonio real, Bécquer solicitó habitación en el mismo. La infanta María Luisa de Borbón intercedió a favor del pintor, pero este falleció en 1879 sin haber recibido aún respuesta.

### En el Palacio de San Telmo
El duque de Montpensier, Antonio de Orleans, y su esposa, la infanta María Luisa Fernanda de Borbón, llegaron a Sevilla en 1848. Vivieron en el Alcázar entre mayo de 1848 y septiembre de 1849 y en esta época debieron conocer al pintor Joaquín Domínguez Bécquer. El mismo año de su llegada le compraron cuatro cuadros y le encargaron varios dibujos. En 1849 realizó un retrato de Antonio de Orleans en traje andaluz y otro de María Luisa con su primogénita en brazos en los jardines del Alcázar. Estas dos obras se encuentran en una colección particular de Sanlúcar de Barrameda.

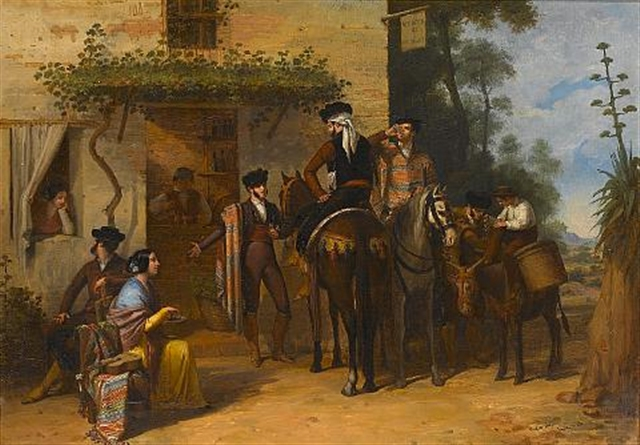
Escena andaluza (1849) por Joaquín Domínguez Bécquer.

Si bien es cierto que el duque de Montpensier encargaba obras a muchos artistas en distintas etapas, su relación con Joaquín Domínguez Bécquer fue ininterrumpida hasta el fallecimiento del pintor en 1879.
En 1849 el duque y la infanta se trasladaron a vivir al Palacio de San Telmo, que fue decorado con pinturas de Joaquín. Según un catálogo publicado en 1866 en la escalera principal del palacio estaban Pedro I de Castilla, Alfonso X el Sabio, María Coronel, Isabel la Católica, Fernando el Católico y Alberto Lista (copia del cuadro de la Academia Sevillana de Buenas Letras). En el salón Cuadrado se encontraban Una bolera bailando el vito, Juego en una taberna, Muerte de Torrigiano y La castañera: tipos gitanos. En el salón del Patio de la Sacristía se encontraban cuatro dibujos suyos: Retrato de un cazador, Vista de Marruecos, Redención de cautivos y Descubrimiento de las primeras tierras: caricatura alegórica. En la Biblioteca se encontraban un retrato: Diego Suárez. En el despacho del duque se encontraban Exposición del cadáver de la infanta María de Regla, Conducción del cadáver de la infanta María de Regla al Santuario de Regla, Infante Felipe cuatro días antes de su fallecimiento y Exposición del cadáver del infante Felipe. Según este mismo catálogo, en el palacio que tenían el duque y la infanta en Sanlúcar de Barrameda se encontraban Infanta Duquesa de Montpensier en traje de maja y Duque de Montpensier en traje de majo.
Joaquín Domínguez Bécquer también fue profesor de dibujo de los hijos del duque y la infanta.

### En el Museo de Bellas Artes
El Museo de Bellas Artes pasó a depender de la Comisión Provincial de Monumentos Históricos y Artísticos en 1866. Por Real Orden del 11 de junio de 1867 el Museo pasó a depender la Academia de Bellas Artes de Sevilla. En 1866 Joaquín informó sobre el paradero de cuatro obras pertenecientes al Museo que se encontraban en la Iglesia de San Bernardo. Joaquín y Eduardo Cano presentaron una nota en 1867 en la que se reseñaba que siete cuadros debían ser restaurados con preferencia, cinco de los cuales eran de Murillo. El 2 de abril de 1867 la Academia le encargó a Joaquín y a Eduardo el estudio de una disposición más actualizada de la pinacoteca. A partir de 1867 trabajó en la clasificación de los fondos del museo para la elaboración de un catálogo. El catálogo fue realizado gracias a Joaquín Domínguez Bécquer, Miguel de Carvajal, Claudio Boutelou y Eduardo Cano y, aunque estaba ultimado en 1868, no fue publicado hasta 1880. En 1867 Joaquín formó una comisión, en la que también estuvo Eduardo Cano, para la restauración de los techos de las galerías bajas del patio principal del Museo. Ese mismo año, dio su parecer técnico sobre el traslado de varios cuadros del Museo a la Iglesia de San Francisco de Paula.

## Selección de obras
Se trata de un pintor de estilo costumbrista.
El cante y el baile se convirtieron en un atractivo para los visitantes de Sevilla. Al igual que su primo José, se dedicó a satisfacer esta demanda. De sus cuadros de baile puede destacarse Baile de gitanos o Fiesta andaluza, de 1834, que fue adquirido por Isabel II en una visita que hizo a Sevilla en 1862 y que actualmente se encuentra en el Palacio Real de Madrid.
Entre sus primeros lienzos de tipos andaluces se encuentran los cuadros Maja andaluza y Majo andaluz, de 1846, en el Museo Nacional de Bellas Artes de Cuba.
Joaquín pintó dos veces la Feria de Sevilla: en 1855 y en 1867. El primer cuadro se encuentra en una colección particular de Sevilla y el segundo en el Museo Carmen Thyssen de Málaga. Este museo malagueño también alberga sus obras Baile en el interior de una venta, Maja y torero, Baile en un interior y Cita de paseo.
Uno de sus cuadros más valorados fue La plaza de la Maestranza de Sevilla en el momento de empezar la salida, de 1855. Otra gran composición de este artista es La plaza de San Francisco durante el desfile de la cofradía de Jesús de Pasión, de 1853. Ambos cuadros se encuentra en el Museo San Telmo de San Sebastián. En este mismo museo se encuentra la última de las vistas que este pintor hizo de Sevilla, titulada Vista de Sevilla desde la Cruz del Campo, de 1854.
Un cuadro donde tiene un especial protagonismo la arquitectura histórica es Un día de carnaval al pie de la Lonja de Sevilla, de 1841, que se encuentra en el Museo del Romanticismo de Madrid.
En 1869 viajó a Portugal, donde estaba exiliado el duque de Montpensier, pintando entonces la Cueva de la Penha, que se encuentra en el Museo de Bellas Artes de Sevilla, y Recuerdo de Aljubarrota, en una colección particular de Villamanrique de la Condesa, y Cercanías del convento de los capuchinos, pintado en Lisboa y que se encuentra en el archivo del Palacio Real de Madrid.

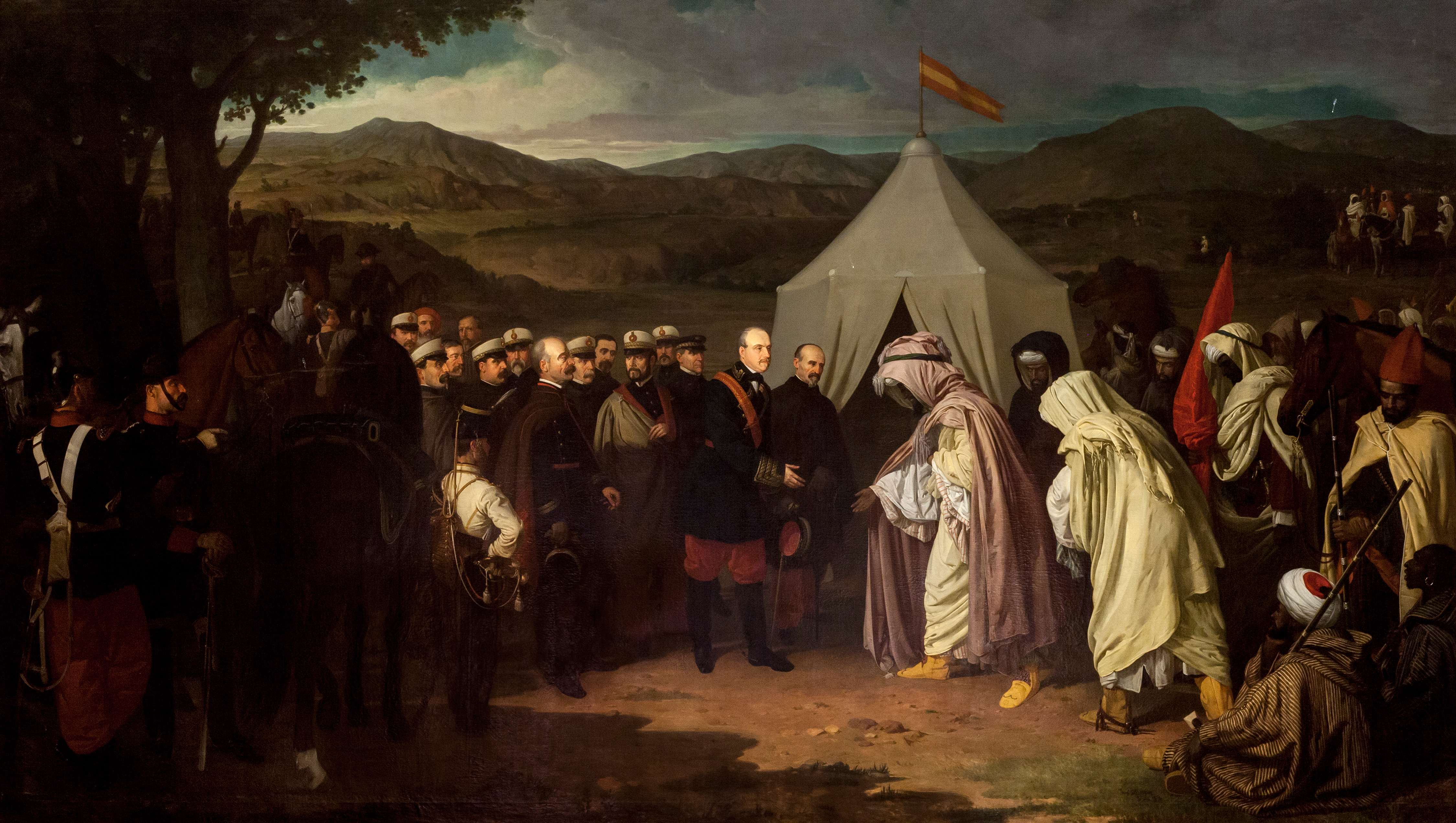
La Paz de Wad-Ras (1870), Ayuntamiento de Sevilla.

Viajó a África para documentarse para su obra de Paz de Wad-Ras, que había tenido lugar en 1860. El cuadro fue realizado entre 1860 y 1870. Se trata de un óleo de grandes dimensiones (317 x 587) encargado por el Ayuntamiento de Sevilla, donde permanece. Otros cuadros de temática africana son: Francisco Merry recibiendo a una embajada mora, de 1865 en una colección particular de Madrid, Moro, de 1863 en el Museo del Prado de Madrid; Zoco marroquí, de 1873 en una colección particular de Madrid; y Escena marroquí, de 1877 en una colección particular.
También realizó retratos. Su primer retrato documentado fue el de Manuel Williams, hijo del viceónsul inglés en Sevilla, Juan Benjamín Williams, de 1843. Se encuentra en una colección particular de Madrid. En 1857 pintó un retrato de Isabel II y del consorte Francisco de Asís para la Capitanía General de Sevilla, donde permanecen. Su retrato más célebre es un Autorretrato vestido de cazador, pintado en 1855 y que se encuentra en una colección particular de Sevilla. Virgilio Mattoni dijo que el cuadro parecía pintado por Velázquez.
Realizó muy pocas obras religiosas. Se ha podido localizar un cuadro de La huida a Egipto, de 1845, en una colección particular de Madrid. También se sabe que realizó un cuadro de la Trinidad y otro del Ángel de la Guarda.
Colaboró con su primo José en hacer tres litografías para la antología de poesía romántica titulada La lira andaluza (1838). La primera, y la más vistosa, es Vista de la Catedral de Sevilla desde el Patio de los Naranjos. En el libro Relación del viaje a la ciudad de Marruecos (1864) de Francisco Merry y Colom hay tres litografías de Joaquín Domínguez Bécquer: Sidi-Mohamet (sultán de Marruecos), Flacha Abeir (alcalde de Tetuán) y Tropas regulares del emperador de Marruecos.